# Runani
Runani är ett vattendrag i Burundi.   Det ligger i provinsen Cibitoke, i den nordvästra delen av landet, 90 kilometer norr om huvudstaden Bujumbura.
I omgivningarna runt Runani växer i huvudsak städsegrön lövskog. Runt Runani är det ganska tätbefolkat, med 179 invånare per kvadratkilometer.